# Холмищенская волость
Холмищенская волость — волость Жиздринского уезда Калужской (с 1920 — Брянской) губернии. Административный центр — село Холмищи.

## История
Холмищенская волость образована в ходе реформы 1861 года. Первоначально в состав волости входило 8 селений: село Холмищи, сельцо Брусны, сельцо Сусей, деревни Вяльцева, Вязовна, Вязовенка, Желябово, Озерны.
На 1880 год в составе волости числилось 5590 десятин земли. Население волости составляло в 1880 году — 3171, в 1892 — 3205, в 1913 — 5 138 человек.
Церковный приход волости находился в селе Холмищи — церковь Покрова Пресвятой Богородицы. «Кирпичная двухпрестольная церковь с трапезной и колокольней построена в 1822 вместо прежней деревянной на средства помещика П. Е. Демидова в собственной усадьбе. Закрыта и разобрана в середине XX века».
1 апреля 1920 года Жиздринский уезд и Холмищенская волость в его составе были перечислены в Брянскую губернию.
В 1924—1926 годах, при укрупнении волостей, Крапивенская, Соповская и Холмищенская волости вошли в состав Плохинской.
В 1929 году Брянская губерния и все её уезды были упразднены, а их территория вошла в состав новой Западной области.
С 1944 года территория Холмищенской волости относится к Ульяновскому району Калужской области.